# 阿列河畔马尔斯
阿列河畔马尔斯（法語：Mars-sur-Allier，法語發音：[maʁs syʁ alje]）是法国涅夫勒省的一个市镇，位于该省西南部，属于讷韦尔区。

## 地理
阿列河畔马尔斯（46°51'22"N, 3°5'17"E）面积20.93 平方千米，位于法国勃艮第-弗朗什-孔泰大區涅夫勒省，该省份为法国中部省份，北至约讷省，西北接卢瓦雷省，西接谢尔省，南至阿列省，东南接索恩-卢瓦尔省，东临科多尔省。
与阿列河畔马尔斯接壤的市镇（或旧市镇、城区）包括：阿列河畔莫尔奈、讷维勒巴鲁瓦、朗热龙、马尼-库尔、桑凯兹-莫斯、圣帕里兹勒沙泰勒。
阿列河畔马尔斯的时区为UTC+01:00、UTC+02:00（夏令时）。

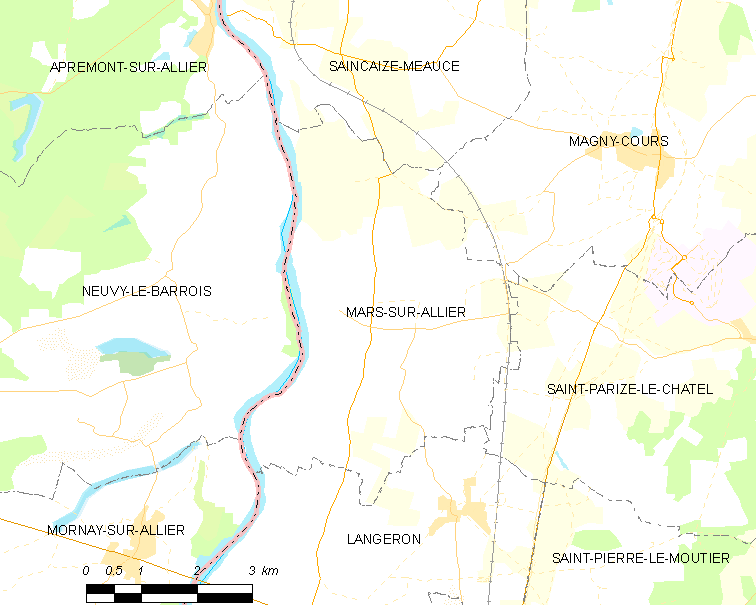
阿列河畔马尔斯的OSM定位图

## 行政
阿列河畔马尔斯的邮政编码为58240，INSEE市镇编码为58158。

## 政治
阿列河畔马尔斯所属的省级选区为圣皮埃尔勒穆捷县。

## 交通
涅夫勒省省道D108线、D133线和D134线在境内交汇。

## 人口

1962-2008年间阿列河畔马尔斯人口变化图示

阿列河畔马尔斯于2022年1月1日时的人口数量为300人。